# Viatcheslav Kotionotchkine
Viatcheslav Mikhaïlovitch Kotionotchkine (en russe : Вячесла́в Миха́йлович Котёночкин), né le 20 juin 1927 à Moscou et mort le 20 novembre 2000 dans la même ville, est un cinéaste d'animation soviétique,. Artiste du peuple de la RSFS de Russie en 1987, il reçoit le Prix d'État de l'URSS en 1988, pour son œuvre la plus célèbre, la série d'animation Nu, pogodi!.

## Biographie
Viatcheslav Kotionotchkine naît le 20 juin 1927 à Moscou. Pendant la Seconde Guerre mondiale, il étudie à la 3e école spéciale d'artillerie de Moscou, puis, à l'école d'artillerie de Penza, dont il sort diplômé en 1945.
En 1947, il termine une formation d'animation au studio de cinéma Soyuzmultfilm et commence à travailler au studio, d'abord comme animateur, puis, en 1962 - comme réalisateur.
Kotionotchkine  participe à la création de plus de 80 films. En 1988, il reçoit le Prix d'État de l'URSS. En 1999, parut son livre de mémoires Eh bien, Kotionotchkine, attends un peu !.
Mort à Moscou le 20 novembre 2000, Viatcheslav Kotionotchkine est enterré au cimetière Vagankovo.

## Filmographie partielle
Animateur
- 1949 : Le Lion et le lièvre (ru) (Лев и заяц, Lev i zayats) de Boris Diozhkine (ru)
- 1949 : Polkan et Chavka (ru) (Полкан и Шавка) d'Aleksandr Ivanov (ru)
- 1949 : Une autre voix (ru) (Чужой голос, Tchoujoï golos) d'Ivan Ivanov-Vano
- 1950 : Grand-père et petit-fils (ru) (Дедушка и внучек, Dedouchka i vnouchek) d'Aleksandr Ivanov
- 1950 : Krepyche (ru) (Крепыш) de Vladimir Polkovnikov et Leonid Amalrik (en)
- 1950 : Le Cerf et le Loup (ru) (Олень и Волк, Olen i volk) de Dmitri Babitchenko (ru)
- 1951 : La haute colline (ru) (Высокая горка, Vyssokaïa gorka) de Vladimir Polkovnikov et Leonid Amalrik
- 1951 : Les Voyageurs de la Forêt (ru) (Лесные путешественники, Lesnye poutechestvenniki) de Mstislav Pachtchenko (ru)
- 1951 : Rappelle-toi et respecte la réglementation de la sécurité incendie (Помни и соблюдай правила пожарной безопасности) d'Ivan Aksentchouk (ru) et Aleksandr Ivanov
- 1952 : La Fleur écarlate (Аленький цветочек, Alenkiï tsvetotchek) de Lev Atamanov
- 1952 : Kachtanka (Каштанка) de Mikhaïl Tsekhanovski
- 1952 : La Fille des neiges (Снегурочка, Snegourotchka) de Ivan Ivanov-Vano
- 1953 : Les Frères Lu (ru) (Братья Лю, Bratia Lu) de Dmitri Babitchenko
- 1953 : Le Corbeau et le Renard, le Coucou et le Coq (ru) (Ворона и лисица, кукушка и петух, Vorona i lisitsa, kukushka i petoukh) d'Ivan Aksentchouk
- 1954 : L'Antilope d'or (Золотая антилопа, Zolotaya antilopa) de Lev Atamanov
- 1954 : Le Bouc musicien (ru) (Козёл-музыкант, Kozel mouzyant) de Boris Diozhkine
- 1954 : Une bêtise dangereuse (ru) (Опасная шалость, Opasnaya shalost) d'Evgueni Raïkovski (ru)
- 1954 : Orange-gorge (ru) (Оранжевое горлышко, Oranzhevoe gorlychko) de Vladimir Polkovnikov et Alexandra Snejko-Blotska
- 1954 : Strela s'envole vers Skazka (ru) (Стрела улетает в сказку, Strela ouletaïet v skazkou) de Leonid Amalrik (en)

Réalisateur
- 1962 : Voyage en avril (ru)
- 1964 : Traces sur l'asphalte (ru)
- 1965 : La Grenouille voyageuse (ru)
- 1967 : La Frontière (dessin animé) (ru)
- 1969 : Attends un peu ! (numéro 1) (ru)
- 1970 : Attends un peu ! (numéro 2) (ru)
- 1971 : Attends un peu ! (numéro 3) (ru)
- 1971 : Attends un peu ! (numéro 4) (ru)
- 1972 : Attends un peu ! (numéro 5) (ru)
- 1972 : La Chanson du jeune batteur (ru)
- 1973 : Attends un peu ! (numéro 6) (ru)
- 1973 : Attends un peu ! (numéro 7) (ru)
- 1974 : Attends un peu ! (numéro 8) (ru)
- 1976 : Attends un peu !! (numéro 9) (ru)
- 1976 : Attends un peu ! (numéro 10) (ru)
- 1977 : Attends un peu ! (numéro 11) (ru)
- 1978 : Attends un peu ! (numéro 12) (ru)
- 1980 : Attends un peu ! (numéro 13) (ru)
- 1984 : Attends un peu ! (numéro 14) (ru)
- 1985 : Attends un peu ! (numéro 15) (ru)
- 1986 : Attends un peu ! (numéro 16) (ru)
- 1993 : Attends un peu ! (numéro 17) (ru)
- 1993 : Attends un peu ! (numéro 18) (ru)